# Скримінг
Скримінг або скрім (від англ. screaming — «кричання») — спосіб співу в таких стилях музики як блек-метал, грайндкор, дез-метал, металкор, дезкор, спід-метал, а також емокор та скрімо. Його можна охарактеризувати, як писк, з дуже високою теситурою. Вперше був застосований в однойменному дебютному альбомі шведської блек-метал групи Bathory в 1984 році. Зазвичай скримінг застосовується вокалістами — чоловіками, проте є і вокалістки Opera IX/Cadaveria, Astarte, Wykked Wytch, Lucifugum, Darkened Nocturn Slaughtercult, Amethista, Malsain, Darkestrah, Туман, Аркона, Ludicra, Benatnash, Blodarv, Gallhammer, Wolfsangel/Wolfmare, Ocularis Infernum, Furva Ambiguitas, Satriarch, Infernal Kingdom, Sorrowland, Angel of Anger, Vanity Ruins, Scratching Soil, Zmrok, Izegrim, Bestial Holocaust, ShEver, Demoniarch, Blackthorn. Слід зауважити, що скримінг досить рідко застосовується разом з оперним жіночим вокалом, хоча є винятки (Cradle of Filth, Tvangeste, Arcane Grail, Ambehr).

## Різновиди
Грім (від англ. grim — «зловіщий») — вид скримінгу, що звучить найбільш сипло та низько, ближче до гроулу, дещо спокійніше, аніж типовий скримінг і без істеризму. На слух сприймається, як якесь зловісне читання древніх заклинань і створюється винятково хрипінням горлових зв'язок. Найчастіше застосовується в блек-металі
та дарк-металі. Типові представники — вокалісти груп Satyricon, Rotting Christ, Gloomy Grim, Samael. Високий грім, що нагадує каркання ворони називається кроук, від англ. croak — «каркання»), часто зустрічається у норвезьких блек — металічних гуртів Immortal, Carpathian Forest та Mayhem.
Шрай(к) (від нім. Schrei — «крик») — різновид скримінгу, сиплий вокал схожий на голос за зірваних зв'язок, що нагадує виття вовка. Зустрічається в переважно в блек-металі. Засновником цього виду скримінгу вважається Варґ Вікернес, з норвезького гурту Burzum. Типові представники — Forgotten Woods, Nortt, Xasthur, Nocturnal Depression, Shining, Silencer, Sterbend.
Скрімо — різновид екстремального вокалу, що використовується в таких стилях, як металкор та емокор. Виник як результат поєднання хардкорного співу та високого гроулу, який був характерний для шведської школи мелодичного дез-металу. Виконується на зв'язках і звучить, як агресивний крик. Типові представники — Lamb of God, Heaven Shall Burn, Caliban, Maroon, Darkest Hour, All That Remains, Stigmata, Totem, ReAnima, Rashamba.
Харш (від англ. harsh — «хрип») — різновид екстремальної манери виконання вокалу, що застосовується в таких стилях, як мелодичний дез-метал, модерн-металі. Типові представники — Children of Bodom, In Flames, Sonic Syndicate.

## Найвідоміші вокалісти, що співають скримінгом
- Пер Інгве Олін (Mayhem)

Quorthon (Bathory)
- Маттіас Гаральдссон (Hatari)
- Честер Беннінгтон (Linkin Park)
- Андерс Фріден (In Flames)
- Дані Філз (Cradle of Filth)
- Шаграт (Dimmu Borgir)
- Legion (Devian(інші мови), ex-Marduk)
- Аббат (Immortal, I)
- Satyr (Satyricon)
- Ісан (Emperor)
- Ноктюрно Култо (Darkthrone)
- Варг Вікернес (Burzum)
- Сакіс Толіс (Rotting Christ)
- Стефан Фіорі (Graveworm(інші мови))
- Крістіано Борчі (Stormlord)
- Даемон (Limbonic Art(інші мови))
- Міка Луттінен (Impaled Nazarene)
- Хрейдмар (CNK, ex- Anorexia Nervosa[en])
- Бьорн «Narrenschiff» Хольтер (Illnath)
- Alex «Wildchild» Лайхо (Children of Bodom)
- Олівер Сайкс ( Bring Me The Horizon)
- Фло, George ( I Promised Once)